# التاريخ الدستوري في تونس

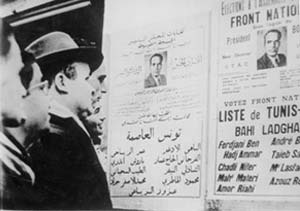
ملصقات الحملات الإنتخابية لإنتخابات المجلس التأسيسي التونسي.

العملية الدستورية في تونس بدأت مع أوائل الحضارة القرطاجية أي في سنة 814 ق.م وهي ومستمرة حتي يومنا هذا. الدستور التونسي هو القانون الأعلى للجمهورية التونسية. الدستور هو إطار تنظيم الحكومة التونسية وعلاقة الحكومة الاتحادية بالولايات والمواطنين وكل الشعب في تونس. كان أول دستور حديث لتونس هو الميثاق الأساسي لعام 1857. تبع ذلك دستور عام 1861، الذي لم يتم استبداله إلا بعد رحيل الإداريين الفرنسيين عام 1956، بدستور عام 1959، وتم اعتماده في 1 يونيو 1959 وتم تعديله في عام 1959. 1999 و 2002، بعد الاستفتاء على الدستور التونسي لعام 2002.
وبعد الثورة التونسية التي اندلعت أحداثها في 17 ديسمبر 2010، تم انتخاب مجلس تأسيسي لصياغة دستور جديد، وتم أقرار الدستور التونسي 2014 والذي تم اعتماده في 26 يناير 2014 ، ثم إعتماد الدستور الحالي لسنة 2022 بعد التصويت عليه في استفتاء شعبي .

## الدساتير السابقة لقيام الدولة التونسية
عرفت أراضي تونس الحديثة شكلها الأول من التنظيم السياسي بدستور قرطاج القديمة. وتمت الإشارة إلى نصها على نطاق واسع من قبل أرسطو في عمله من خلال السياسة. ويشيد أرسطو بالدستور القرطاجي ويصفه كنموذج لدستور متوازن، يتمتع بأفضل خصائص الأنظمة السياسية الأخرى. فهو يجمع بين عناصر الأنظمة الملكية (الملوك أو التجار) والأرستقراطية (مجلس الشيوخ) والديمقراطية (مجلس الشعب).

## الميثاق الأساسي لعام 1857

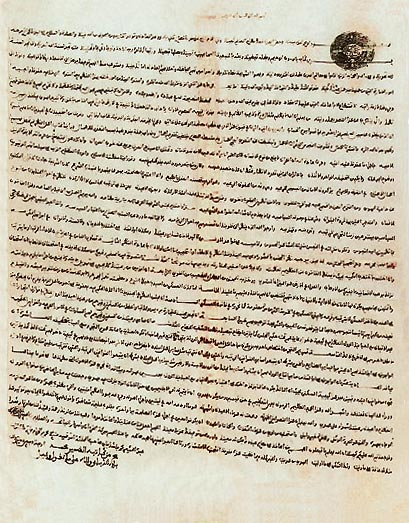
عهد الأمان 1857 أول صفحة

ابتداءً من عام 1839 ، أدخلت الإمبراطورية العثمانية عددًا من الإصلاحات في الحكومة بدءًا من ال حت عريف من جولهان، المعروف باسم "مرسوم جولهان" أو "مرسوم حديقة الورود، ولكن لم يتم تطبيق هذه الإصلاحات في تونس بسبب استقلال الأسرة الحسينية والمحافظة من الحاكم الباي، أحمد باي بن مصطفى. كانت وفاة أحمد الأول وقضية باتو سفس وتداعياتها هي التي سمحت لفرنسا وإنجلترا بالضغط على الباي لمنح الإصلاحات.
وترجع أحداث واقعة باتو سفس لصموئيل «باتو» سفيز الذي كان لاعبًا يهوديًا وسياسياً يعمل مع الزعيم السياسي اليهودي نسيم شمامة. وبعد حادث مروري، تورط سفيز في مشادة مع مسلم. ووجه خصمه بعد ذلك اتهامات إلى سفيز، واتهمه بإهانة الإسلام، وهي جريمة يعاقب عليها بالإعدام بموجب قانون تونس الملكي. وكان هناك الكثير من الشهود الذين سمعوا سفيز يشتم خصمه ودينه. حيثُ قام كاتب عدل بالتحقيق وأخذ الإفادات تحت القسم. بعد ذلك نظرت المحكمة في الأمر لبعض الوقت، بينما حاول شمامة حشد الدعم من المفوضين البريطاني والفرنسي. ومع ذلك، كان نسيم شمامة قد أزعج الباي في السابق، محمد الثاني بن الحسين، بإجباره على التعامل مع قضية مسلم قتل يهوديًا، حيث كان الاستنتاج غير المحبوب إعدام المسلم. ونتيجة لذلك، أصدر محمد الثاني أمر الإعدام في نفس اليوم الذي أصدرت فيه المحكمة قرارها بالإدانة، وتم قطع رأس سفيز بإجراءات موجزة.
لم يزعج هذا الحكم المجتمع اليهودي المحلي فحسب، بل أزعج أيضًا رجال الأعمال الأوروبيين المحليين، ومن ثم المندوبين من فرنسا وبريطانيا وكان المندوب الفرنسي في ذلك الوقت ليون روش، وكان المندوب البريطانيفي ذلك الوقت ريتشارد وود، اللذان كَانَا يضغطان بالفعل على الباي من أجل قدر أكبر من التسامح الديني والمعاملة المتساوية أمام القانون، وفي المقام الأول في دعم المصالح التجارية الأوروبية. ودخلت السفن الحربية الأوروبية في الموانئ التونسية بما في ذلك سرب فرنسي كامل إلى ميناء تونس (حلق الوادي). تحت هذا الضغط وبدعم من الجنرال الليبرالي السابق ووزير البحرية خير الدين باشا ، وافق محمد الثاني على ما أصبح يُعرف بالميثاق الأساسي لعام 1857. تلك الوثيقة التي كانت لها الكثير من أوجه التشابه مع وثيقة حت عريف 1839، وقام الميثاق الأساسي بإلغاء العبودية، وضمن للناس أن يكونوا آمنين في حياتهم وممتلكاتهم، ومنح المساواة في الضرائب (وبالتالي إلغاء الجزية ضمنيًا)، ومنح الحرية الدينية، ومنح المساواة أمام القانون ، ومنح الأجنبي الحق في امتلاك الأرض والمشاركة في جميع أنواع الشركات وإنشاء محاكم تجارية منفصلة.

## دستور عام 1861
دستور 1861 هو واحدا من أبرز الأحداث المسجلة في التاريخ السياسي الحديث لتونس، إذ يعدّ أوّل دستور عربي حديث ساهم في تكريس العديد من المبادئ السياسية الهامّة. كما مثل هذا الدستور منطلقا، بعد انتصاب الحماية الفرنسية في تونس، ومرجعا فكريا للنضال والكفاح.
أنشأ نص 114 مادة نظامًا ملكيًا دستوريًا مع تقاسم السلطة بين السلطة التنفيذية التي تتكون من الباي ورئيس الوزراء، مع امتيازات تشريعية مهمة للمجلس الأعلى، مما خلق نوعًا من الأوليغارشية. وتم أنشاء هيئة قضائية مستقلة؛ ومع ذلك، كان الوصي على الدستور هو الهيئة التشريعية التي تتمتع بسلطة سيادية لمراجعة الأعمال غير الدستورية من قبل السلطة التنفيذية. بالإضافة إلى ذلك، لم يكن الملك حراً في التصرف في موارد الدولة ويجب عليه الحفاظ على الميزانية، بينما كان هو وأمراء عائلته يتلقون رواتب. وتم حذف قضايا التمثيل الوطني والانتخابات. ولكن في الواقع وفي الممارسة الفعلية تم تعيين أعضاء المجلس الأكبر من خلال المحسوبية وتفضيل المقايضة أكثر من المصلحة الوطنية. وتم تعيين العديد من الطبقة المملوكية القديمة، مما جعل البيروقراطية في أيدي المماليك. لهذا السبب، وغير ذلك، مثل أحكام التجنيد العسكري العام والاحتفاظ بالأحكام التي تمنح الحقوق للمواطنين الأجانب، لم يوافق الكثيرون على تصرفات الباي. وأثار التطبيق الشامل للميجبة (ضريبة الرأس)، بموجب بند المساواة الضريبية، غضب أولئك الذين كانوا معفيين سابقًا: الجيش والعلماء / المعلمون والمسؤولون الحكوميون. وصلت الأمور إلى ذروتها في عام 1864 عندما قاد التقليدي علي بن غضهام تمردًا ضد الباي. تم تعليق الدستور كإجراء طارئ وقمع التمرد. وفي النهاية قُتل علي بن غضهام عام 1867.

## دستور 1959
جاء هذا الدستور بعد حصول تونس على استقلالها عن فرنسا عام 1956، حيثُ تمت صياغة دستور جديد. وتم اعتماده في 1 يونيو 1959. ودستور الجمهورية التونسية لعام 1959 هو الدستور الذي يسيّر السلطات التشريعية والتنفيذية والقضائية في تونس. صدر في 1 يونيو 1959 بعد امضاء رئيس الجمهورية التونسية الحبيب بورقيبة عليه. وهو يتكون من 78 فصلا (نسخة 2002). وعليه تعتبر تونس دولة دستورية يسير دستورها كافة السلطات. ويمنح الدستور مختلف الحريات للشعب. وتشمل بعض هذه حرية الرأي والتعبير والصحافة والتنظيم. وينص على أن الإسلام هو الدين الرسمي للدولة، واللغة العربية كلغة رسمية.
تم تعليق العمل به في مارس 2011, وتم تعويضه مؤقتا بقانون التنظيم المؤقت للسلط العمومية وقد صودق في 27 يناير على الدستور الجديد لسنة 2014 من قبل المجلس الوطني التأسيسي التونسي.

## الثورة التونسية
بعد اندلاع ثورة الحرية والكرامة أو ثورة 17 ديسمبر أو ثورة 14 جانفي، غادر الرئيس زين العابدين بن علي تونس في 14 يناير 2011 وصرح رئيس الوزراء محمد الغنوشي أنه أصبح رئيسًا بالإنابة بموجب المادة 56 من الدستور. وأعلن المجلس الدستوري للجمهورية التونسية بأن «منصب الرئيس شاغر بالتأكيد» وأعلن أنه بموجب المادة 57، يجب أن يصبح فؤاد المبزع رئيسًا مؤقتًا، مع الالتزام بالدعوة إلى الانتخابات في غضون 45 إلى 60 يومًا.
نص هذا القانون على ثلاثة فروع للحكومة وكفل حقوق الإنسان خلال الوقت الذي يستغرقه كتابة الدستور الجديد والتصديق عليه.

### قانون التنظيم المؤقت للسلط العمومية
قانون التنظيم المؤقت للسلط العمومية هو قانون تونسي دستوري تأسيسي تم المصادقة عليه من قبل المجلس الوطني التأسيسي التونسي في 10 ديسمبر 2011، وتم نشره في الرائد الرسمي للجمهورية التونسية في 23 ديسمبر 2011، وقدم بذلك تنظيم دستوري جديد لتونس. خلفا لمرسوم عدد 14 لسنة 2011 مؤرخ في 23 مارس 2011 يتعلق بالتنظيم المؤقت للسلط العمومية ودستور تونس 1959.
يعتبر هذا القانون المعمول به في تونس هو الذي سيسير شؤون الدولة من سنة 2011 حتى صدور الدستور الرسمي الجديد لسنة 2014 من قبل المجلس الوطني التأسيسي.

## دستور تونس 2014

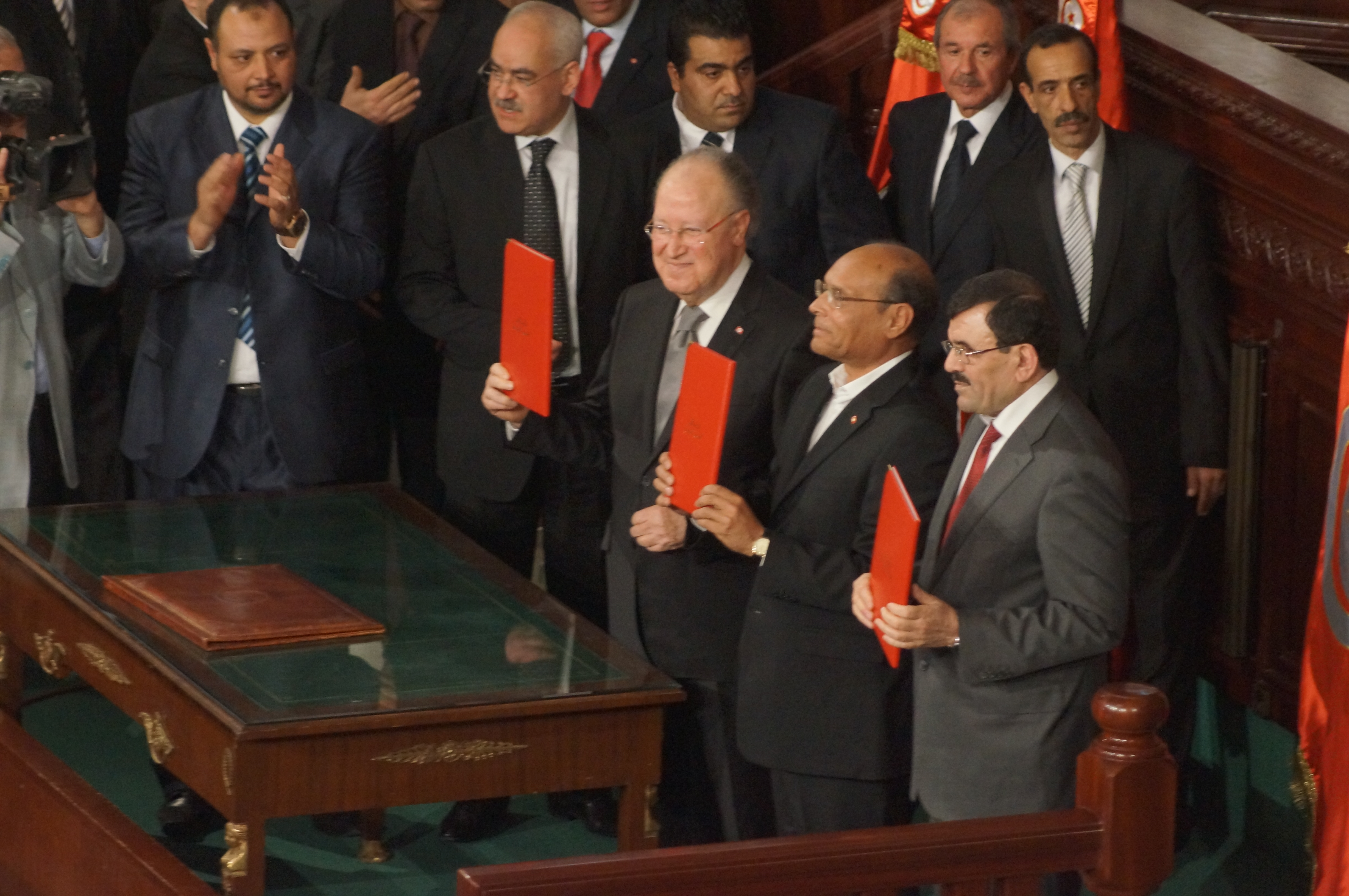
الرؤساء الثلاثة في حفل التوقيع على الدستور الجديد: علي العريض (يمين، رئيس الحكومة)، المنصف المرزوقي (وسط، رئيس الجمهورية)، مصطفى بن جعفر (يسار، رئيس المجلس).

في 23 أكتوبر 2011، تم انتخاب الجمعية التأسيسية لصياغة نص دستور جديد. وفي 16 ديسمبر 2011، أصدروا القانون التأسيسي بشأن التنظيم المؤقت للسلطات العامة، والذي حل محل المرسوم التشريعي الصادر في 23 مارس 2011 ودستور 1959.
أثناء عملية صياغة الدستور التونسي لعام 2014، كانت نقاط الخلاف الرئيسية هي دور الدين في الحكومة، ومتطلبات الترشح للرئاسة، وتفاصيل كيفية التعامل مع الفترة الانتقالية بعد تمرير الوثيقة.
ويعتبر هذا الدستور الثالث في تاريخ تونس المعاصر بعد دستور تونس 1861، ودستور تونس 1959.
تمت المصادقة على هذا الدستور بموافقة 200 نائب، واعتراض 12، وتحفظ 4، أي 216 نائب من جملة 217، لشغور مكان محمد البراهمي الذي اغتيل.
حضر جلسة المصادقة على الدستور شخصيات دولية كرؤساء مجالس النواب العربية والعالمية وسفراء البلدان الأجنبية في تونس وممثلي المنظمات الدولية العالمية كالأمم المتحدة والاتحاد الأوروبي، وكذلك شخصيات من المنظمات الحقوقية الدولية.
تم إيقاف العمل به في 22 سبتمبر 2021 ، بعد صدور الأمر عدد 117 المنظم للتدابيىر الإستثنائية التي إتخذها الرئيس قيس سعيد يوم 25 يوليو 2021 بعد الأزمة السياسية و الإحتجاجات الشعبية العارمة إضافة الى تداعيات انتشار فيروس كورونا ، فقد صرح الرئيس قيس سعيد عدة مرات بأن دستور 2014 هو السبب الرئيسي في حالة الإنسداد السياسي و انه سبب في صراع بين موسسات الدولة .  

## دستور تونس 2022

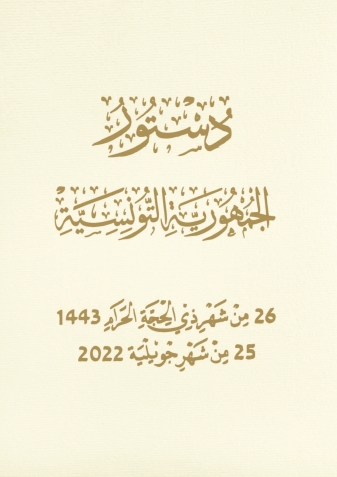

دستور الجمهورية التونسية 2022 أو دستور الجمهورية الثالثة وهو دستور تم إعتماده في تونس يوم 25 يوليو 2022 بعد موافقة الناخبين الاستفتاء الدستوري الذي أقيم في نفس اليوم. بصفته المعيار القانوني الأعلى للبلاد، فهو يشكل رابع دستور في التاريخ الحديث لتونس بعد دستور 1861، دستور 1959 ودستور 2014. دخل الدستور حيز التنفيذ يوم 16 أغسطس 2022.
في 25 يوليو 2021 يوم ذكرى إعلان الجمهورية، بعد شهور من التجاذبات بين رئيس الجمهورية قيس سعيد وأعضاء مجلس نواب الشعب، طالب آلاف المتظاهرين بحل مجلس نواب الشعب وتغيير النظام. تأتي هذه التجمعات مع تفاقم الأزمة الصحية المرتبطة بجائحة فيروس كورونا في تونس. في نفس المساء، واستناداً إلى الفصل 80 من الدستور، يقيل قيس سعيد حكومة هشام المشيشي بأمر فوري، ولا سيما هشام المشيشي من مهامه كرئيس للحكومة ووزير الداخلية بالنيابة، تجميد نشاط مجلس نواب الشعب ورفع الحصانة عن أعضائه وتشكيل حكومة جديدة تكون مسؤولة أمامه.

في الفترة من 15 يناير إلى 20 مارس 2022، أجريت استشارة إلكترونية حول الإصلاحات التي سيتم اقتراحها تحسبا للاستفتاء وتحدد موعد الاستفتاء على الدستور يوم 25 يوليو 2022